# Magic, Murder and the Weather
Magic, Murder and the Weather ist das vierte Studioalbum der britischen Post-Punk-Band Magazine. Das Album wurde im Mai 1981 von Virgin Records veröffentlicht. Kurz vor der Veröffentlichung gab Howard Devoto bekannt, dass er die Band verlassen würde. Magazine lösten sich daraufhin auf und fanden erst 2008 wieder zusammen, jedoch ohne den 2004 verstorbenen John McGeoch.

## Entstehung
Nach der Tournee für The Correct Use of Soap im Sommer 1980 verließ Gitarrist John McGeoch die Band und schloss sich Siouxsie and the Banshees an. Für die im Herbst anstehenden Konzerte einer Welttournee konnte die Band Robin Simon als Gitarristen verpflichten, der im März 1979 bei Ultravox ausgestiegen war. Devoto kannte Simon aus dessen Zeit bei Neo, die 1978 im Vorprogramm von Magazine aufgetreten waren. Mit Simon absolvierten Magazine im August mehrere Konzerte in den Vereinigten Staaten und im September mehrere Konzerte in Asien und Australien.
Für das Livealbum Play wurde ein Auftritt in der Festival Hall im australischen Melbourne am 6. September 1980 aufgezeichnet. Play wurde kurz vor Weihnachten desselben Jahres veröffentlicht. Simon imitierte McGeochs Stil auf frappierende Weise, ist jedoch auf keiner Studioaufnahme der Band vertreten. Im Dezember 1980 verließ er die Band wegen künstlerischer Differenzen. Trotzdem arbeiteten Magazine wieder an neuen Titeln.
Mitte April 1981 gab die Band bei einem Interview für den NME in den Trident Studios bekannt, dass sie zusammen mit Toningenieur John Brand, der auch für den Mitschnitt von Play verantwortlich zeichnet und das Livealbum koproduzierte, an einem neuen Album arbeiteten. Als neuer Gitarrist wurde Ben Mandelson, ein Schulfreund von Devoto am Bolton College, vorgestellt. Mandelson steuerte zu dem neuen Material auch an der Viola bei. Um den Sound kohäsiver wirken zu lassen, wurde Martin Hannett für die Abmischung verpflichtet. Er mischte das Album in den Strawberry Studios in Stockport.
Noch während der Aufnahmesessions gab Devoto innerhalb der Band seinen Abschied bekannt. Anfang Mai wurde die Single About the Weather als Maxi mit den beiden Titeln In the Dark und The Operative als B-Seite veröffentlicht, schaffte es jedoch nicht in die britischen UK Top 40. Ende Mai gab Devoto seinen Ausstieg in einem Interview mit dem NME offiziell bekannt. Das Album erschien im Juni 1981.

## Titelliste
1. About the Weather (Devoto / Formula) – 4:06
2. So Lucky (Devoto / Formula) – 4:11
3. The Honeymoon Killers (Devoto / Adamson / Mandelson) – 3:39
4. Vigilance (Devoto / Adamson) – 5:15
5. Come Alive (Devoto / Formula) – 3:43
6. The Green Man’s Secrets (Devoto / Adamson / Doyle / Formula / Mandelson) – 4:57
7. This Poison (Devoto / Adamson / Doyle / Formula / Mandelson) – 4:20
8. Naked Eye (Devoto / Adamson / Doyle / Formula / Mandelson) – 3:30
9. Suburban Rhonda (Devoto / Formula) – 3:32
10. The Garden (Devoto / Formula) – 2:39

Auf einer 2007 remasterten Ausgabe sind zusätzlich die nicht auf dem Album verwendeten Titel der für die B-Seite von About the Weather verwendeten Titel:
1. In the Dark (Devoto / Adamson / Doyle / Formula / Mandelson) – 2:43
2. The Operative (Devoto / Adamson / Doyle / Formula / Mandelson) – 2:45

Die beiden Titel wurden nicht von Hannett, sondern von Magazine und Andy Lewellyn abgemischt.

## Schallplattencover
Das Cover enthält eine Verfremdung eines Schwarzweiß-Fotos des amerikanischen Fotografen Bruce Gilden und ist in rosa Farbtönen gehalten.

## Veröffentlichung und Chartplatzierungen
Virgin Records veröffentlichte Magic, Murder and the Weather im Juni 1981. Das Album erreichte die britischen Albencharts noch im Juni, erzielte in der ersten Woche mit Platz 39 die beste Notierung und hielt sich 3 Wochen.

## Rezeption
Stephen Thomas Erlewine von Allmusic beschreibt Formulas Keyboardspiel als kalt und brüchig und kritisiert and Devotos Gesang, dass er nur gelegentlich aus dem eisigen Mix hervorsticht. Er zieht daraus das Fazit, dass Devoto und Magazine bessere Momente hatten („it's clear that Devoto and Magazine have both had better days“) und wertet mit 2 von 5 Sternen.